# Карман (компания)
Вижте пояснителната страница за други значения на Карман.
„Карман“ (на немски: Karmann) е германско автомобилостроително предприятие, базирано в Оснабрюк и съществувало от 1901 до 2010 година.
Основана от Вилхелм Карман, компанията се специализира в производството на спортни варианти, най-вече кабриолети, за модели леки автомобили на големите автомобилни компании. Сред марките, произвеждани от „Карман“ в различни периоди са „Фолксваген“, „Порше“, „Мерцедес-Бенц“, „Рено“ и други. В резултат на финансови трудности по време на рецесията от 2008 – 2009 година компанията фалира, като основната ѝ производствена база е купена от „Фолксваген“.